# Chinatown (San Francisco)
Chinatown és el barri xinès de San Francisco (en xinès: 唐人街, en pinyin: tángrénjiē, jyutping: tong jan gaai), al mateix temps és el barri xinès més antic a Amèrica del Nord i la comunitat xinesa més gran fora de l'Àsia. Des de la seva creació a la dècada de 1840, ha estat molt important i influent en la història i cultura dels immigrants xinesos als Estats Units i Amèrica del Nord. A més de ser un punt de partida i llar de milers d'immigrants xinesos, és també una atracció turística important, per les seves botigues, restaurants i atraccions que atrauen més turistes a l'any al barri que l'Pont Golden Gate.
Chinatown ha constat tradicionalment dels barris de North Beach, i Telegraph Hill, afrontant amb els carrers Bush, Taylor, Bay i l'oceà Pacífico. Oficialment, Chinatown està situat al centre de San Francisco, i coincideix amb cinc codis ZIP. Chinatown està dins d'una zona d'aproximadament una milla de llarg per 1.34 milles d'ample. La frontera actual és del carrer Montgomery, l'avinguda Columbus i el districte financer de la ciutat a l'est, i el carrer Unió i North Beach al nord. El sud-est està limitat pel carrer Bush amb Union Square.
A Chinatown, hi ha dues vies principals. Una d'elles és l'avinguda Grant (都 板 街), amb la Porta del Drac (conegut com a "Chinatown Gate" en alguns mapes) a la cantonada del carrer Bush i l'avinguda Grant; la Plaça de Santa Maria amb una estàtua de Sun Yat-sen; un monument de guerra als veterans de la guerra xinesa; i botigues, restaurants i petits centres comercials. L'altra, el carrer Stockton (市 德 頓 街), és menys freqüentada pels turistes, i presenta un autèntic aspecte xinès, recordant Hong Kong, amb els seus productes i mercats de peix, botigues i restaurants.
Un important punt focal al barri Xinès és la plaça Portsmouth. A causa que és un dels pocs espais oberts a Chinatown, a Portsmouth Square es pot veure gent practicant tai-txi i avis jugant a escacs xinesos. Una rèplica de l'Estàtua de la Democràcia utilitzada en les protestes de la Plaça de Tian'anmen va ser construïda el 1999 per Thomas Marsh i es troba a la plaça. Està feta de bronze i pesa aproximadament 600 lliures (270 kg).